# Achímelek

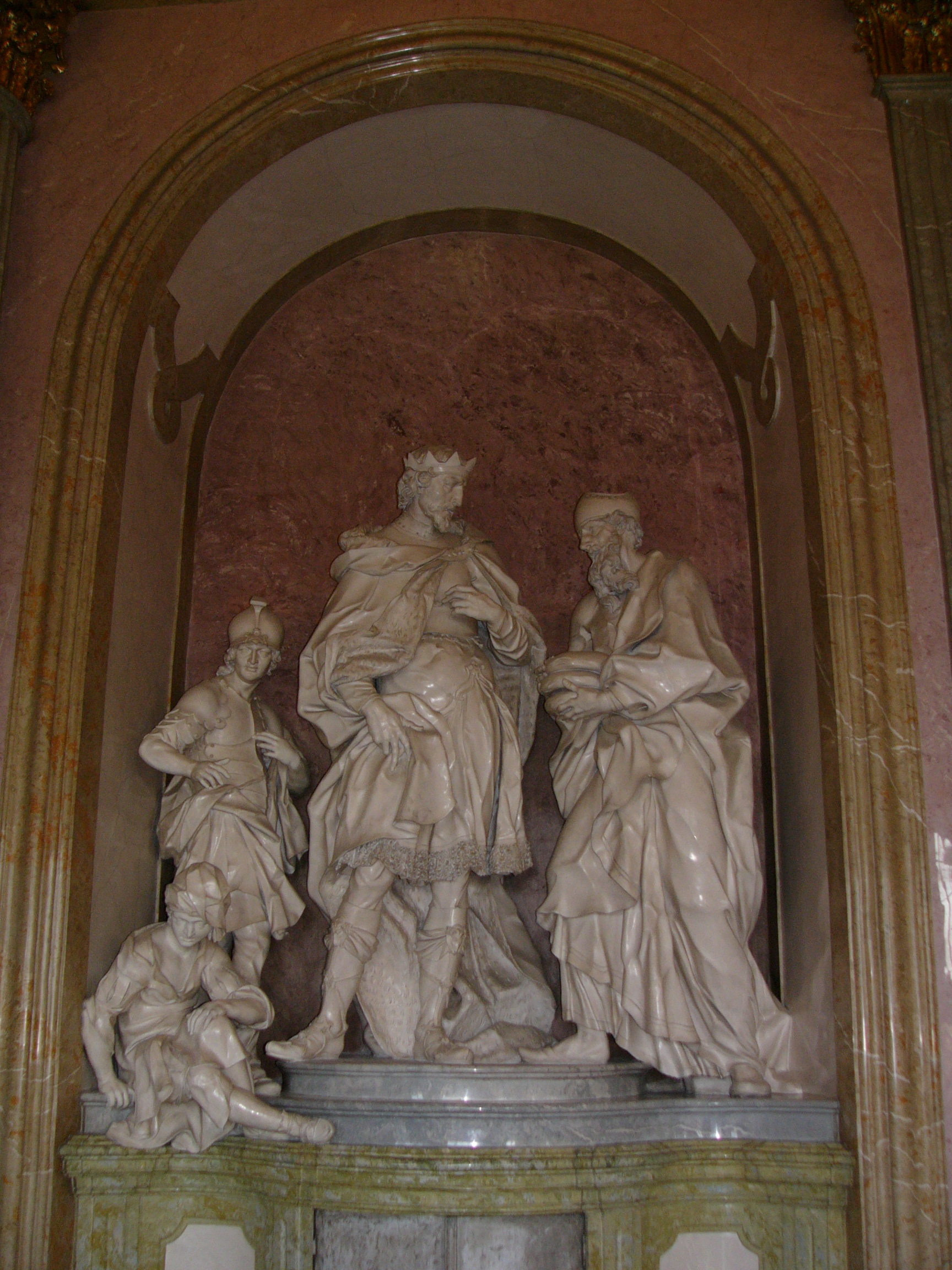
Sousoší v klášteře Hradisko od Josefa Winterhaldera staršího: David přijímá od velekněze Achimelecha posvěcené chleby

Achímelek (hebrejsky אחימלך‎ – „bratr (můj je) král“, v kralickém překladu Achimelech) je postava z hebrejské bible, kde se o něm píše především v 21. a 22. kapitole 1. knihy Samuelovy. Jeho otcem byl Achítub a on sám byl knězem v Nóbu.
Navštívil jej David se svými společníky, když byli na útěku před Saulem. Achímelek jim dal posvěcený předkladný chléb, protože jiný neměl, a také meč zabitého Goliáše. Svědkem Achímelekovi pohostinnosti byl ovšem Saulův voják Dóeg Edómský, který Achímeleka Saulovi udal. Saul pak rozhodl, že Achímelek i jeho rodina a jeho kněží musí být zabiti, přičemž o provedení rozsudku se postaral sám Dóeg. Byli zabiti všichni kromě Achímelekova syna Ebjátara.
Příběh s jedením předkladných chlebů později používá v Novém Zákoně Ježíš Kristus při vysvětlování smyslu šabatu.